# قهوة دالغونا
قهوة دالغونا عبارة عن مشروب مصنوع عن طريق خفق كميات متساوية من مسحوق القهوة الفورية والسكر والماء الساخن حتى يصبح قشديًا ثم إضافته إلى الحليب البارد أو الساخن. من حين لآخر، يعلوها مسحوق القهوة أو الكاكاو أو البسكويت المفتت أو العسل. انتشرت على وسائل التواصل الاجتماعي خلال وباء كورونا، عندما بدأ الأشخاص الذين امتنعوا عن الخروج في تصوير مقاطع فيديو لخفق القهوة في المنزل يدويًا دون استخدام خفاقة كهربائية. الاسم مشتق من الدالغونا، وهو سكر كوري حلو، بسبب التشابه في الذوق والمظهر، على الرغم من أن معظم قهوة دالغونا لا تحتوي في الواقع على سكر الدالغونا.